# Георги Арнаудов (футболист, р. 1974)
Вижте пояснителната страница за други личности с името Георги Арнаудов.
Георги Арнаудов (роден на 31 май 1974) е бивш български футболист, вратар. По-голямата част от кариерата му преминава в Спартак (Варна).

## Кариера
Родом от Варна, Арнаудов започва да тренира футбол в ранна детска възраст в школата на Спартак (Варна). През 1993 г. е привлечен в мъжкия отбор на „соколите“, но дебютира официално за тях едва година по-късно. През по-голямата част от кариерата си е втори вратар на Спартак и за общо 15 сезона записва едва 112 мача (111 в А група и 1 в Б група).
След края на сезон 2007/08 Арнаудов слага край на кариерата си, но няколко месеца по-късно е склонен от наставника на третодивизионния Черноморец (Бяла) и легенда на Спартак Красимир Зафиров да поиграе още няколко години в третия ешелон. Арнаудов изкарва общо 2 години в Бяла, в които е твърд титуляр. Успоредно с това работи като експерт в отдел „Спорт“ към Община Варна.
През септември 2010 г. изненадващо, на 37 години, Арнаудов се завръща в родния Спартак, който междувременно е изпаднал във В група. Той поема функциите на играещ треньор на вратарите.

## Статистика по сезони
| Сезон   | Отбор             | Първенство | Мачове | Голове |
| ------- | ----------------- | ---------- | ------ | ------ |
| 1993/94 | Спартак (Вн)      | А група    | 0      | 0      |
| 1994/95 | Спартак (Вн)      | Б група    | 1      | 0      |
| 1995/96 | Спартак (Вн)      | А група    | 1      | 0      |
| 1996/97 | Спартак (Вн)      | А група    | 3      | 0      |
| 1997/98 | Спартак (Вн)      | А група    | 18     | 0      |
| 1998/99 | Спартак (Вн)      | А група    | 12     | 0      |
| 1999/00 | Спартак (Вн)      | А група    | 18     | 0      |
| 2000/01 | Спартак (Вн)      | А група    | 16     | 0      |
| 2001/02 | Спартак (Вн)      | А група    | 16     | 0      |
| 2002/03 | Спартак (Вн)      | А група    | 5      | 0      |
| 2003/04 | Спартак (Вн)      | А група    | 0      | 0      |
| 2004/05 | Спартак (Вн)      | А група    | 17     | 0      |
| 2005/06 | Спартак (Вн)      | Б група    | 0      | 0      |
| 2006/07 | Спартак (Вн)      | А група    | 4      | 0      |
| 2007/08 | Спартак (Вн)      | А група    | 1      | 0      |
| 2008/09 | Черноморец (Бяла) | В група    |        |        |
| 2009/10 | Черноморец (Бяла) | В група    |        |        |
| 2010/11 | Спартак (Вн)      | В група    | 2      | 0      |